# Reserva nacional Hualalafquén
Reserva nacional Hualalafquén, también conocida como reserva nacional Villarrica o reserva nacional Villarrica–Hualalafquén, es un área de preservación natural ubicada en la provincia de Cautín, en la región de la Araucanía, Chile.

## Historia
Fue creada como Reserva Forestal de Villarrica bajo el Decreto Supremo N° 1722 del Ministerio de Industrias y Obras Públicas, el 18 de octubre de 1912. Tenía 165 000 hectáreas, donde el roble era la especie más abundante, aunque en ciertas partes dominaba el coigüe, encontrándose también algunos raulis, lingues, muermos y lleuque.
Posteriormente se desafectaron terrenos de la Reserva para la creación del Parque Nacional Villarrica (28 de noviembre de 1940) y del Parque Nacional Huerquehue. La cabida actual de la Reserva nacional Hualalafquén es de 61 462 ha, la que, producto de las desafectaciones, quedó disgregada en 11 distintos sectores. Los 5 sectores principales de la reserva se ubican en: Hualalafquén, Quekhue, Quilembre, Pangui 1 y Llafa.[cita requerida]

## Flora y fauna
La Reserva destaca por la protección de las especies de flora y fauna de la zona, que es una de las finalidades de la reserva, el proteger y conservar los distintos recursos biológicos, promoviendo su evolución y la nula intervención a sus ecosistemas. 
Algunas de las especies son:
| Nombre                | Especie               | Fotografía |
| --------------------- | --------------------- | ---------- |
| Culebra de cola corta | Tachymenis chilensis  |            |
| Degu de Bridges       | Octodon bridgesi      |            |
| Becasina              | Gallinago undulata    |            |
| Lagarto Matuasto      | Phymaturus            |            |
| Ranita de Darwin      | Rhinoderma darwinii   |            |
| Guiña                 | Leopardus guigna      |            |
| Percatrucha           | Micropterus salmoides |            |
| Halcón peregrino      | Falco peregrinus      |            |

| Nombre               | Especie                | Fotografía |
| -------------------- | ---------------------- | ---------- |
| Araucaria            | Araucaria araucana     |            |
| Lleuque              | Prumnopitys andina     |            |
| Ciprés de Cordillera | Austrocedrus chilensis |            |
| Lengas               | Nothofagus pumilio     |            |

## Características
Dista a 112 km de Temuco a Pucón, por camino Internacional al paso Maluil-Malal. Existen varias vías para acceder a la Unidad; la primera es de Pucón a Rucapillán, la segunda de Pucón a Quetrupillán y la tercera desde Pucón por camino internacional (ruta 199) a Puesco.
Consta de 7 km de distancia, que son aproximadamente 4 h caminando. La entrada es por terrenos particulares que se encuentran dentro de la Reserva. Además, parte del circuito es realizado orillando el río Chufquén. Hacia el norte de la unidad se encuentra una área montañosa llamada Los Nevados de Sollipulli. Durante el circuito, los visitantes pueden disfrutar de bosques vírgenes de araucarias y lagunas. Otro de sus atractivos es un glaciar de 12 km² aproximadamente, el cual se puede visualizar llegando a los Nevados de Sollipulli.
El Parque Nacional Villarrica o Hualalafquén cuenta con canchas de esquí, senderos, áreas de pícnic, mirador, camping y arriendo de caballos. 

### Senderos

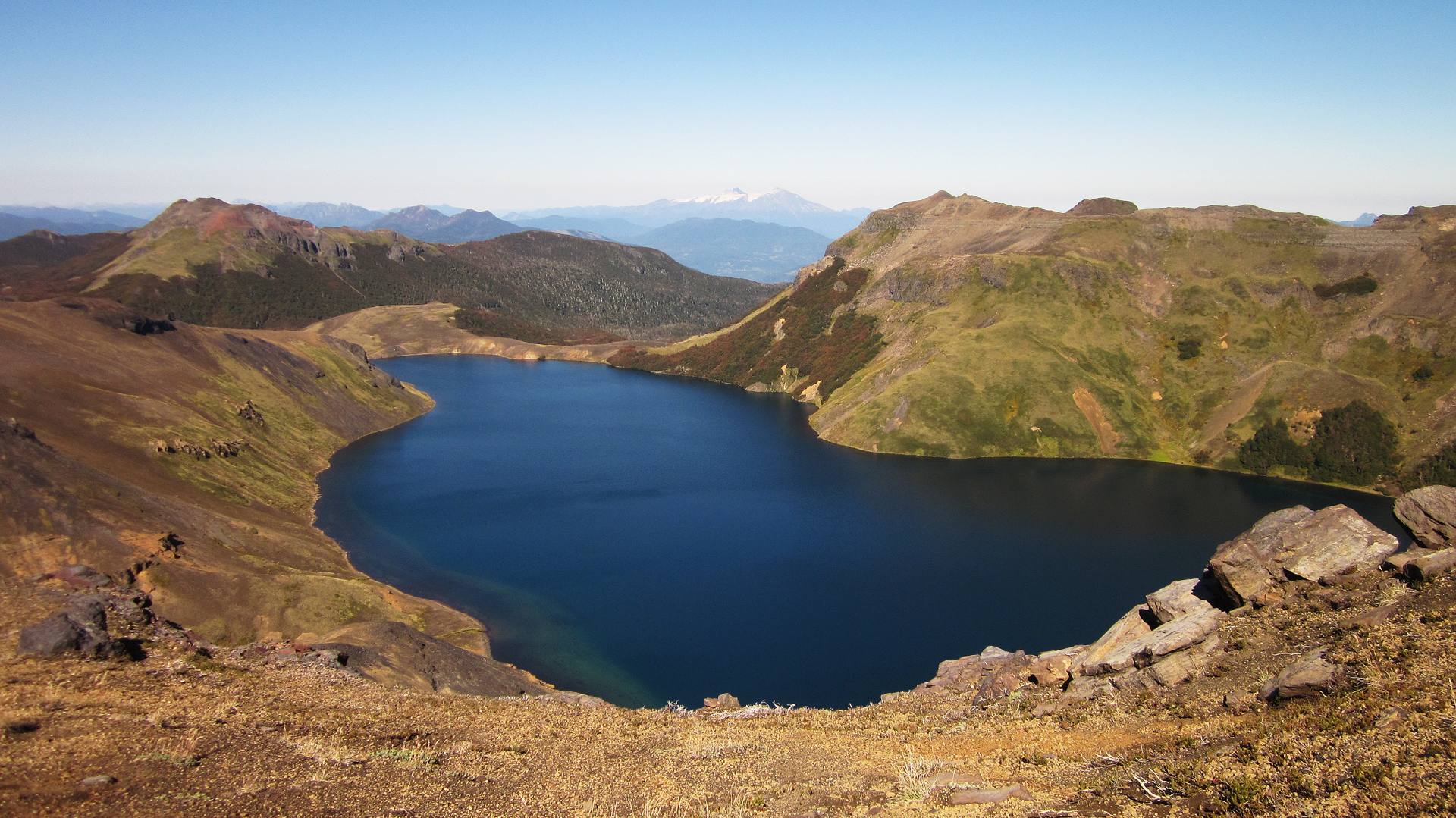
Laguna Azul, Parque Nacional Villarrica (antigua Reserva Nacional Hualalafquén).

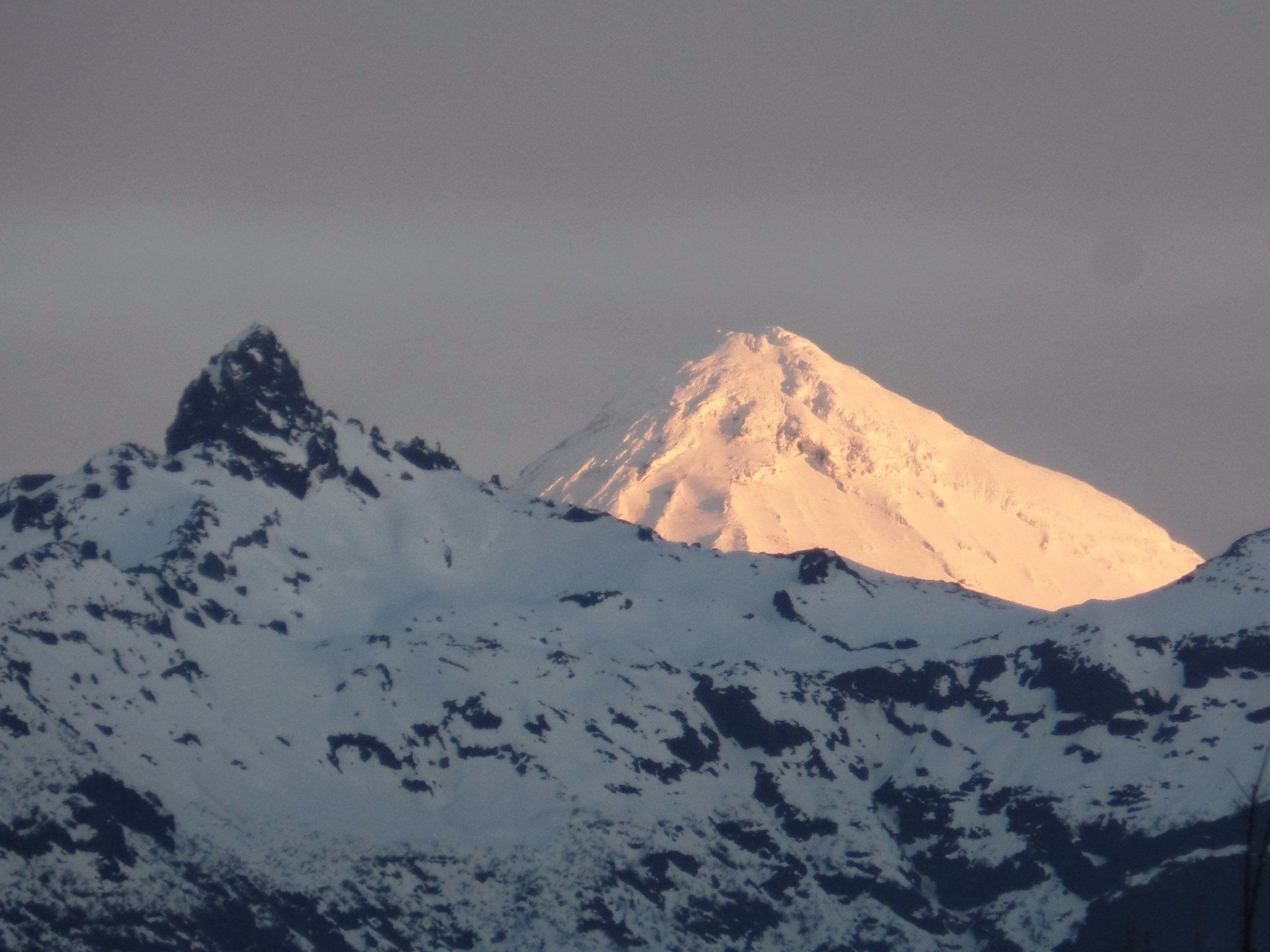
Vista del Volcán Quinquilil en el sendero de la Reserva.

La reserva cuenta con varios senderos de trekking, los cuales pueden ser realizados con los guardabosques de la reserva. 
Algunos de los senderos que se pueden realizar son:
- Sendero al lago Hualalafquén: Este sendero tiene una distancia de 7 km. Su duración es de 4 horas aproximadamente ida y vuelta. En el sendero se puede encontrar respecto a su flora, araucarias y lengas, por el lado de la fauna, hay presencia de guiñas o cóndores. Además, existen asentamientos de comunidades mapuches que habitan desde hace muchos años la zona.
- Sendero al lago Huesquefilo: El recorrido de este sendero tiene una duración de 4 horas ida y vuelta. Desde este sendero se puede visualizar el glaciar Nevados de Sollipulli. La playa posee aguas cristalinas que provienen de los deshielos cordilleranos. Existen grandes presencias de araucarias y fauna nativa como cóndores, loros y guiñas.[5]

Otros senderos disponibles son:
- Mirador Los Cráteres.
- Sendero de Chile tramo Challupen–Chinay.
- Los Nevados, el sendero se compone por 8 km que corresponden a 5 horas caminando ida y vuelta.
- Pichillancahue, el sendero recorre 3.3 km que son 3 h ida y vuelta por la reserva.
- Volcán Quinquilil, 6 km de sendero, en un tiempo de 2.3 h.
- Lagos Andinos, recorre un sendero de 12 km en un tiempo de 6 h por la reserva idea y vuelta.

## Comunidades indígenas

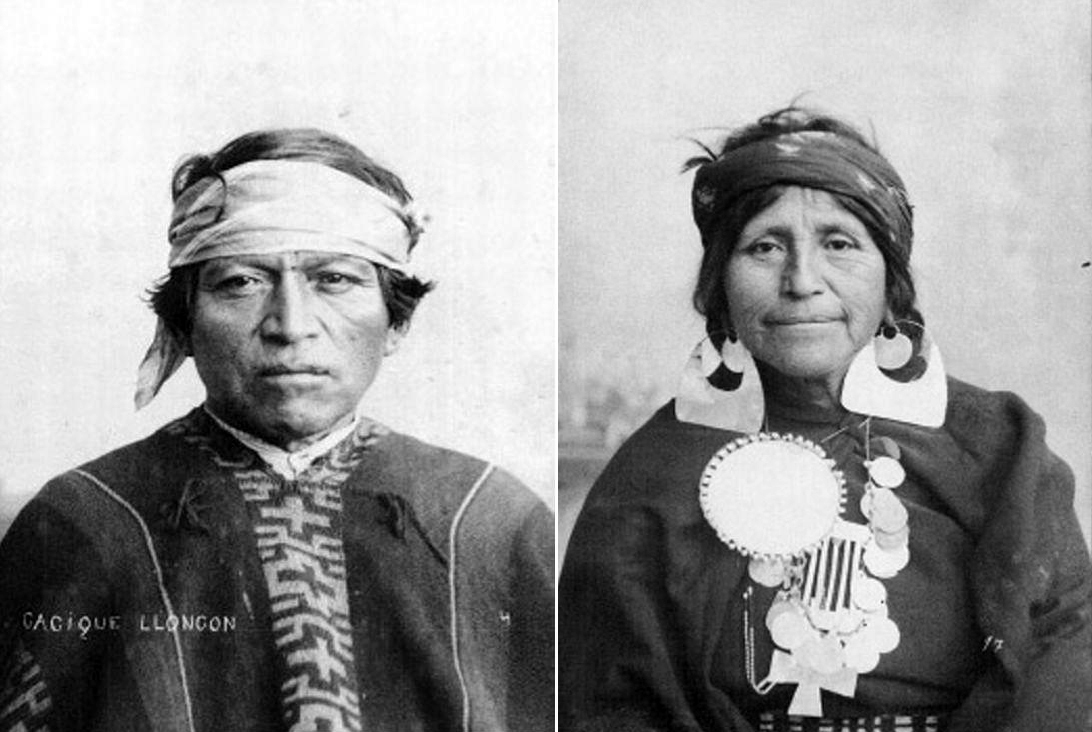
Comunidades indígenas de la Región de la Araucanía

Dentro de esta zona se puede encontrar el asentamiento de comunidades indígenas que se mantienen viviendo en estas áreas a pesar de los años y que contribuyen en el cuidado de la flora y fauna de la zona. Algunas son:
- Santiago Calfual
- Manuel Marillanca
- Julián Collinao
- Juan de Dios Ancamil
- Juan de Dios Huaiquifil
- Arquenko Maite Alto
- Newen Mapu Aukinko
- Manuel Quintonahuel[6]